# Kernkraftwerk Aqtau
Das abgeschaltete Kernkraftwerk Aqtau (früher Kernkraftwerk Schewtschenko) mit einem schnellen Brutreaktor vom Typ BN-350 liegt in Aqtau in Kasachstan. Die Stadt hieß von 1964 bis 1992 Schewtschenko, weshalb auch der Reaktor oft unter diesem Namen erwähnt wird.
Der eingesetzte natriumgekühlte Reaktor hatte eine elektrische Nettoleistung von 52 MW und eine Bruttoleistung von 90 MW.

## Geschichte

Logo

Baubeginn für die Anlage war am 10. Januar 1964. Der Block wurde am 16. Juli 1973 erstmals mit dem Stromnetz synchronisiert und ging noch am selben Tag in den kommerziellen Leistungsbetrieb. Am 22. April 1999 wurde er schließlich stillgelegt. Während seiner Betriebszeit speiste er 1853 GWh in das Stromnetz ein.
1997 vereinbarten die Regierungen der USA und Kasachstan ein gemeinsames Programm zur Verbesserung der Sicherheit für das Plutonium-Lager, in dem die abgebrannten Brennelemente aus dem Kernkraftwerk aufbewahrt werden. Bis 2001 wurde dieses Programm unter der Aufsicht der IAEA durchgeführt. Die neuen, speziell entwickelten Lagerbehälter sind groß und schwer, sodass die Brennelemente weitaus schwieriger zu stehlen sind als vorher. Die USA und Kasachstan vereinbarten, die Brennelemente in diesen Behältern auf dem Gebiet des ehemaligen Atomwaffentestgeländes Semipalatinsk in Kasachstan zu lagern. Im Jahr 2007 war der Transport nach Semipalatinsk abgeschlossen. Die beiden Staaten hatten auch bei der Abschaltung des Reaktors zusammengearbeitet.
Es bestand auch die Gefahr einer Proliferation für Kernwaffen: Die abgebrannten Brennelemente aus dem Kernkraftwerk enthielten fast drei Tonnen Plutonium. Mit einem Gehalt von über 90 % 239Pu gilt dieses Plutonium als Waffenplutonium und ist zum Bau von Kernwaffen geeignet, obwohl es in rund 300 Tonnen abgebrannter Brennelemente eingebettet ist.
Der Reaktor befindet sich am Ufer des Kaspischen Meeres.
Ein zweiter Reaktor an diesem Standort, ebenfalls ein Brutreaktor, allerdings mit einer elektrischen Leistung von 350 MW, ist vage geplant.

### Störfälle
Ende Dezember 1994 kam es laut OMRI Daily Digest zu einem weiteren Brand in der Anlage, weil Öl aus einer Kühlmittelpumpe ausgelaufen sei. Das Feuer sei jedoch schnell gelöscht worden und es sei keine Strahlung ausgetreten. Die kasachische Atomaufsichtsbehörde kritisierte die Massenmedien, die über diesen Störfall berichteten. Nach Angaben der Aufsichtsbehörde sollte der Reaktor zu Wartungsarbeiten heruntergefahren werden, um eine Dichtung an einer Kühlmittelpumpe zu wechseln, da es durch den Kühlmitteldruck zu einem Pfeifen kam. Dadurch kam es zu einem größeren Leck an der Hauptkühlmittelpumpe. Da man befürchtete, dass das heiße Öl zum Natriumkreislauf vorlaufen würde, habe man vorbeugend die Feuerwehr gerufen. Es brach jedoch kein Feuer aus. Der Störfall wurde auf der internationalen Bewertungsskala für nukleare Ereignisse auf der Stufe 0 eingeordnet.

## Nutzung

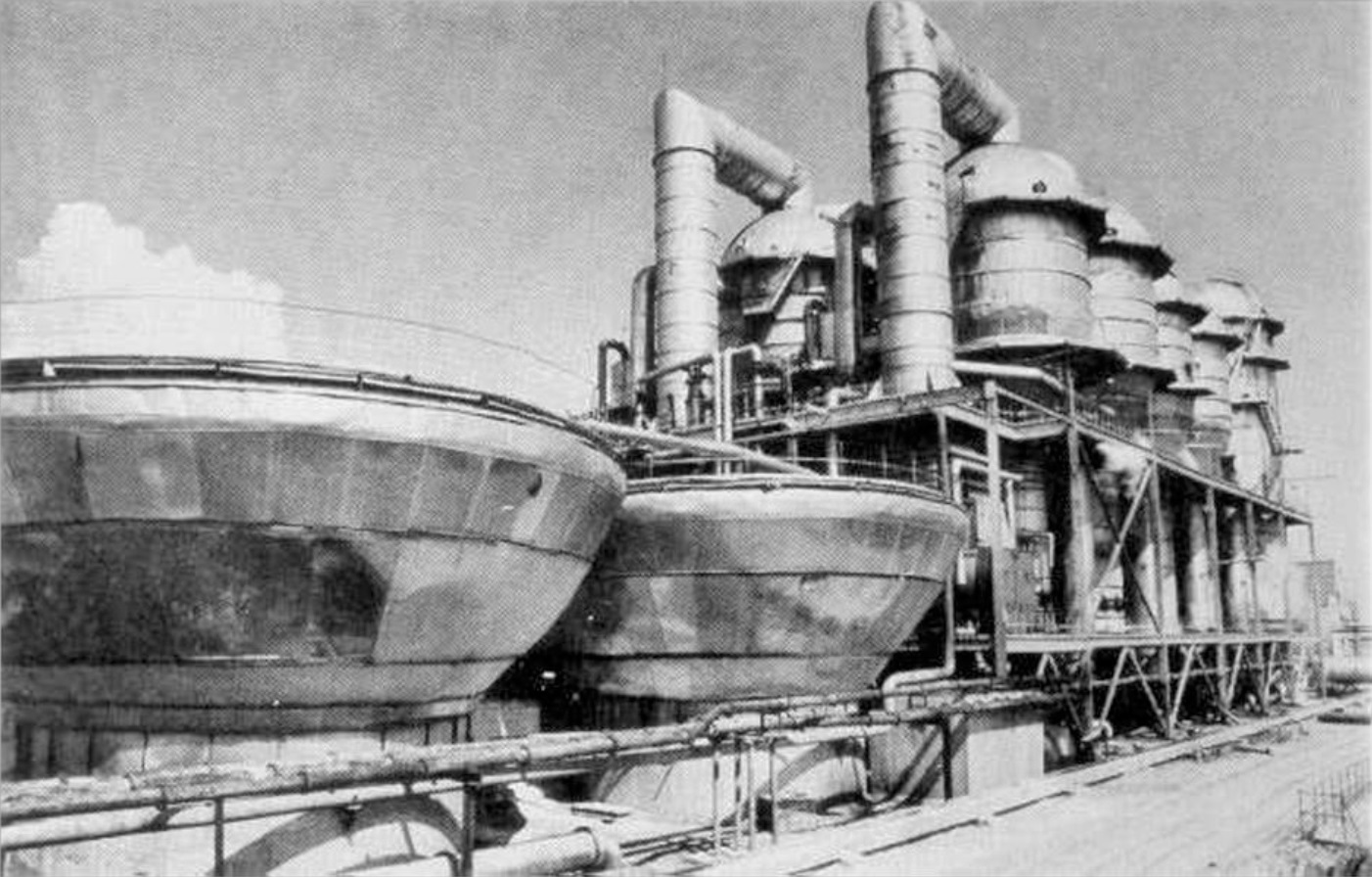
Die Entsalzungsanlage

Im Kernkraftwerk kam ein Reaktor vom Typ BN-350 zum Einsatz. Er stellte neben der Stromerzeugung Prozesswärme für eine Meerwasserentsalzungsanlage zur Verfügung und ist in Loop-Bauweise gebaut.
Der BN-350 wurde speziell für den Zweck der Stromerzeugung (52 MW netto bzw. 90 MW brutto) und zur Wasserentsalzung (120.000 m³ Frischwasser am Tag) konstruiert, was einer Gesamtleistung von 350 MWe entspricht. Er war der einzige Reaktor weltweit, der eine Meerwasserentsalzungsanlage beheizte.
Die Erfahrungen haben gezeigt, dass die Betriebs- und Wartungskosten (Zuverlässigkeit, Verfügbarkeit, Kapazitätsfaktor) für die Stromerzeugung des BN-350 wirtschaftlich mit herkömmlichen Kraftwerken (fossile Brennstoffe oder Leichtwasserreaktoren) konkurrieren konnten, aber die Kapitalkosten dieser Anlage hoch waren. Im Juni 1994 musste der Reaktor wegen fehlender Finanzierung für neuen Brennstoff abgeschaltet werden.

## Daten des Reaktorblocks
Das Kernkraftwerk Aqtau hat einen Kraftwerksblock:
| Reaktorblock | Reaktortyp          | Netto- leistung | Brutto- leistung | Baubeginn  | Netzsyn- chronisation | Kommer- zieller Betrieb | Abschal- tung |
| ------------ | ------------------- | --------------- | ---------------- | ---------- | --------------------- | ----------------------- | ------------- |
| Aqtau        | BN-Reaktor (BN-350) | 52 MW           | 90 MW            | 01.10.1964 | 16.07.1973            | 16.07.1973              | 22.04.1999    |